# Hyloxalus chlorocraspedus
Hyloxalus chlorocraspedus är en groddjursart som först beskrevs av Caldwell 2005.  Hyloxalus chlorocraspedus ingår i släktet Hyloxalus och familjen pilgiftsgrodor. IUCN kategoriserar arten globalt som otillräckligt studerad. Inga underarter finns listade i Catalogue of Life.